# Ribari (Karlovac)
Ribari is een plaats in de gemeente Karlovac in de Kroatische provincie Karlovac. De plaats telt 153 inwoners (2001).